# Динго
Динго (лат. Canis lupus dingo) је тип аустралијских канида, за кога се претпостављало да потиче од иранског вука (Canis lupus pallipes). ДНК анализа је показала да су у већој мери слични домаћим псима, тако да постоје претпоставке да воде порекло од мале групе припитомљених паса Динго се најчешће описује као аустралијски дивљи пас, али не живи само у Аустралији, нити потиче из ње. Савремени динго се налази у целој Југоисточној Азији, углавном у малим деловима преосталих природних шума, а и на већем делу копна Аустралије посебно на северу. Динго има сличности и са вуковима и са савременим псима, те се сматра више или мање непромењеним потомком раних предака модерних паса. Име динго потиче из абориџинског језика Еора, којим су говорили домороци на подручју око Сиднеја. Новогвинејски певајући пас се такође класификује као Canis lupus dingo.

## Опис

### Изглед
Одрасли динго је обично у подручју рамена висок 48-58 центиметара, и у просеку тежак 23-32 kg (иако су забележени примерци тешки 55 kg). Мужјаци су већи и тежи него женке. Примерци динга у јужној Аустралији су обично мањи од оних који се јављају у северној и северозападној Аустралији. Аустралијски динго је увек већи од јединки које се јављају у Азији. У односу на псе сличне величине динго има већу њушку и веће очњаке. Њихова зубна формула је 3/3-1/1-4/4-2/3 = 42.
Кожа је обично жуто-ђумбир боје, мада се могу и јавити примерци са препланулом, црном, белом или кожом пешчане боје. Забележени су и албино примерци. Било која друга боја је показатељ укрштања.
Број хромозома је 2n=78.

### Темперамент и понашање
Динго се углавном виђа сам, иако већина припада чопорима који састају сваких пар дана због дружења или парења. Обележавање мирисом, завијање и непријатељство против ривалских чопора се чешће јављају током тог периода. Јединке динга се удружују у чопоре који могу бројати од 3 до 12 јединки. У чопорима је изражена и мушка и женска доминантност. Успешан узгој младунаца је обично ограничен на доминантан пар, јер ће подређени чланови помоћи у узгоју штенади.
Величина територије на којој живи чопор нема много везе са величином чопора, него је повезана са тереном на коме чопор живи и зависи од количине плена. Чопори у југозападној Аустралији имају највећи опсег распрострањености. Динго понекад може да напусти своје првобитно станиште (постоји забележен пример путовања од 250 km.
Динго не лаје колико и домаћи пас, мада његов лавеж може бити врло гласан. Динго чешће завија. Они завијају да би дозвали остале чланове чопора и да би отерали уљезе.

## Екологија

### Размножавање
Попут вукова, али за разлику од домаћих паса, динго се размножава једном годишње. Мужјак динга је плодан током целе године, док су женке плодне само за време свог годишњег еструс циклуса. Женке постају полно зреле у доби од две године, а мушкарци у доби од 1 до 3 године. Доминантне женке у чопору обично ће ући у еструс циклус пре подређених. Јединке које живе у заробљеништву обично имају проеструс и еструс циклус у трајању 10-12 дана, док за дивље јединке циклус може трајати до 2 месеца. Период трудноће траје од 61 до 69 дана, након чега женка обично оштени 5 штенади. Обично се оштени већи број женки него мужјака. Женке се обично оштене између маја и јула, иако јединке које живе у тропским стаништима могу да се оштене у било које доба године. Хибридне врсте могу имати еструс циклус два пута годишње, и имају трудноће које трају од 58-65 дана, али није сигурно да ће успешно подићи младунце два пута. Штенци се обично роде у пећини, исушеном кориту потока или заузимају јаме зечева и вомбата. Штенци се осамостаљују након 3-6 месеци, мада они који живе у чопорима понекад остају са својим чопором до узраста од 12 месеци. За разлику од вучјих чопора, у којима доминантна животиња спречава подређене да се паре, алфа динго спречава размножавање подређених јединки убијајући им младунце.

### Прехрамбене навике
Забележено је преко 170 различитих животињских врста у Аустралији које су укључене у исхрану динга, од инсеката до воденог бивола. Специјализација за одређену врсту плена варира у зависности од региона. У аустралијским северним мочварним стаништима, најчешћи плен су гуске, пацови и валаби (врсте кенгура), док су у сушном централном делу Аустралије најчешћи плен европски кунић, дугокоси пацов, кућни миш, гуштер и црвени кенгур. У северозападном стаништима најчешћи плен су валаро и црвени кенгур, док су најчешћи плен у источном и југоисточном планинском делу Аустралије валаби, опосум и вомбат. У Азији, динго живи у близини људи, и често се хране пиринчем, воћем и људским отпадом. Примећене су јединке које лове инсекте, пацове и гуштере у руралним подручјима Тајланда и Сулавесија. Динго обично лови сам, када напада ситан плен као што су зечеви, док крупан плен као што су кенгури или дивље свиње лови у групама. Динго у Аустралији понекад лови стоку за време сезонских несташица другог плена.

## Везе са инвазивним врстама
У Аустралији, динго се бори за исту храну као и увезене врсте дивља мачка и црвена лисица, али их и лови (као и дивље свиње). Студија урађена на универзитету Џејмс Кук је закључила да би поново увођење динга помогло у контроли популација ових штеточина, смањујући притисак на локални биодиверзитет. Аутор ове студије, професор Кристофер Џонсон, забележио је да кенгур Aepyprymnus rufescens може да напредује и када је динго присутан. Стопа опадања броја копнених сисара, у подручју где је динго присутан за контролу популације лисица и дивљих мачака, смањује се са 50% или више, на само 10% или мање.
0% или више, на само 10% или мање.

## Статус заштите
Као резултат укрштања са псима које су довели европски досељеници, генетички потенцијал чистокрвних јединки динга је у опадању. До раних 1990-их, око трећина свих дивљих динга у југоисточном делу Аустралије су били мешанци динга и домаћег пса. Иако је процес укрштање мање одмакао у изолованим подручјима, изумирање динга у дивљини се сматра неизбежним.
Иако су заштићени унутар Савезних националних паркова, области светске баштине, абориџинским резерватима, и Аустралијске престоничке територије, они се истовремено класификује као штеточине у неким другим областима. Због недостатка заштите у целој Аустралији динго се може ловити и тровати у многим областима, што, уз укрштање са домаћим псима, може проузроковати да таксон пређе из ИУЦН-ове категорије нижи ризик/последња брига у рањиве таксоне.